# Opération EF
Théâtre arctique de la Seconde Guerre mondiale
Batailles
1941
- Carélie du Ladoga
- Isthme de Carélie
- Carélie orientale
- Silberfuchs
  - Renntier
  - Platinfuchs
  - Polarfuchs
- Kirkenes et Petsamo
- Hanko
- Bengtskär
- Porlampi

1942
- Suursaari
- Someri

1944
- Vyborg-Petrozavodsk
  - Tienhaara
  - Tali-Ihantala
  - Île de Nerva
  - Baie de Vyborg
  - Vuosalmi
  - Nietjärvi
  - Ilomantsi
  - Hokki

Campagnes de la mer Baltique
L'opération EF, appelée également raid contre Kirkenes et Petsamo, est une opération militaire s'étant déroulée le 30 juillet 1941 pendant la Seconde Guerre mondiale.
Après le début de l'opération Barbarossa, l'invasion allemande de l'Union soviétique le 22 juin 1941, des avions de la Fleet Air Arm décollés des porte-avions HMS Victorious et Furious ont pour objectif d'attaquer les navires marchands dans le port de Kirkenes, dans le nord de la Norvège et le port de Liinakhamari à Petsamo, dans le nord de la Finlande.
Le Cabinet de guerre et l'Amirauté pressèrent l'amiral John Tovey, commandant de la Home Fleet, de mettre en œuvre l'attaque, malgré ses réserves selon lesquelles les perspectives de succès n'étaient pas à la hauteur des risques. L'opération devait se faire par surprise, mais dans l'extrême nord, le soleil de minuit à cette époque de l'année rendait peu probable que la force de raid ne soit pas découverte.
Un avion allemand dépassa la Force P et un aéronef provenant d'un porte-avions survola un navire ennemi lors de leurs vols vers Kirkenes et Petsamo, privant les assaillants d'un effet de surprise. La force pour Kirkenes fut interceptée par plusieurs chasseurs allemands alors que celle-ci attaquait les quelques navires mouillant dans le port, coulant un navire et mettant le feu à un autre. Onze Fairey Albacore et deux chasseurs Fairey Fulmar ont été abattus, pour une perte de deux avions du côté de la Luftwaffe.
La force attaquant Petsamo fit face à moins d'opposition, perdant un Fulmar à cause d'une panne de moteur lors du vol vers l'objectif ; un autre Fulmar et un Albacore furent abattus pendant l'attaque. Des dommages mineurs furent causés contre les jetées, à un chantier naval et à des réservoirs de stockage de pétrole. L'opération fut qualifiée de « catastrophe non qualifiée » : 12 Albacore et 4 Fulmars furent perdus au total, 9 hommes tués et 27 faits prisonniers sans résultat apparents ; deux hommes d'équipage d'un Fulmar parvinrent à atteindre le territoire russe après deux jours de mer dans un canot.

### Lectures complémentaires
- J. Levy, « Holding the Line: The Royal Navy's Home Fleet in the Second World War », University of Wales,‎ 2001 (OCLC 502551844, lire en ligne, consulté le 16 juillet 2018)
- Denis Richards, Royal Air Force 1939–1945: The Fight at Odds, vol. I, London, pbk., 1974 (1re éd. 1953) (ISBN 978-0-11-771592-9, lire en ligne)